# Dows (Iowa)
Dows es una ciudad situada entre los condados de Wright y de Franklin, en el estado de Iowa, Estados Unidos. Según el censo de 2010 tenía una población de 538 habitantes.

## Geografía
Según la Oficina del Censo de los Estados Unidos, la localidad tiene un área total de 2,06 km², de los cuales 1,99 km² corresponden a tierra firme y el restante 0,07 km² a agua, que representa el 3,4% de la superficie total de la localidad.

## Demografía
Según el censo de 2010, había 538 personas residiendo en la localidad. La densidad de población era de 261,17 hab./km². Había 305 viviendas con una densidad media de 148,06 viviendas/km². El 93,31% de los habitantes eran blancos, el 1,3% afroamericanos, el 0,19% asiáticos, el 3,9% de otras razas, y el 1,3% pertenecía a dos o más razas. El 18,4% de la población eran hispanos o latinos de cualquier raza.